# Brandkårsmuseet i Simonstorp
Brandkårsmuseet i Simonstorp är ett svenskt brandkårsmuseum, beläget i Simonstorp norr om Norrköping i Östergötland. 
Museet öppnades 2002 och drivs av den ideella föreningen Brandkårsmuseet i Simonstorp. Det är inrymt i ett före detta civilförsvarsförråd. 
Samlingarna visar svenskt brandkårsväsende under 250 år i form av ambulans- och brandbilar, häst- och handdragna fordon, utrustning och uniformer. Museet har bland annat ett tjugotal ambulans- och brandbilar i iordninggjort skick och ungefär lika många som står för genomgång. Nästan alla bilar i museet är fullt körbara, bland andra en Dürkopp av 1908 års modell.

## Bildgalleri

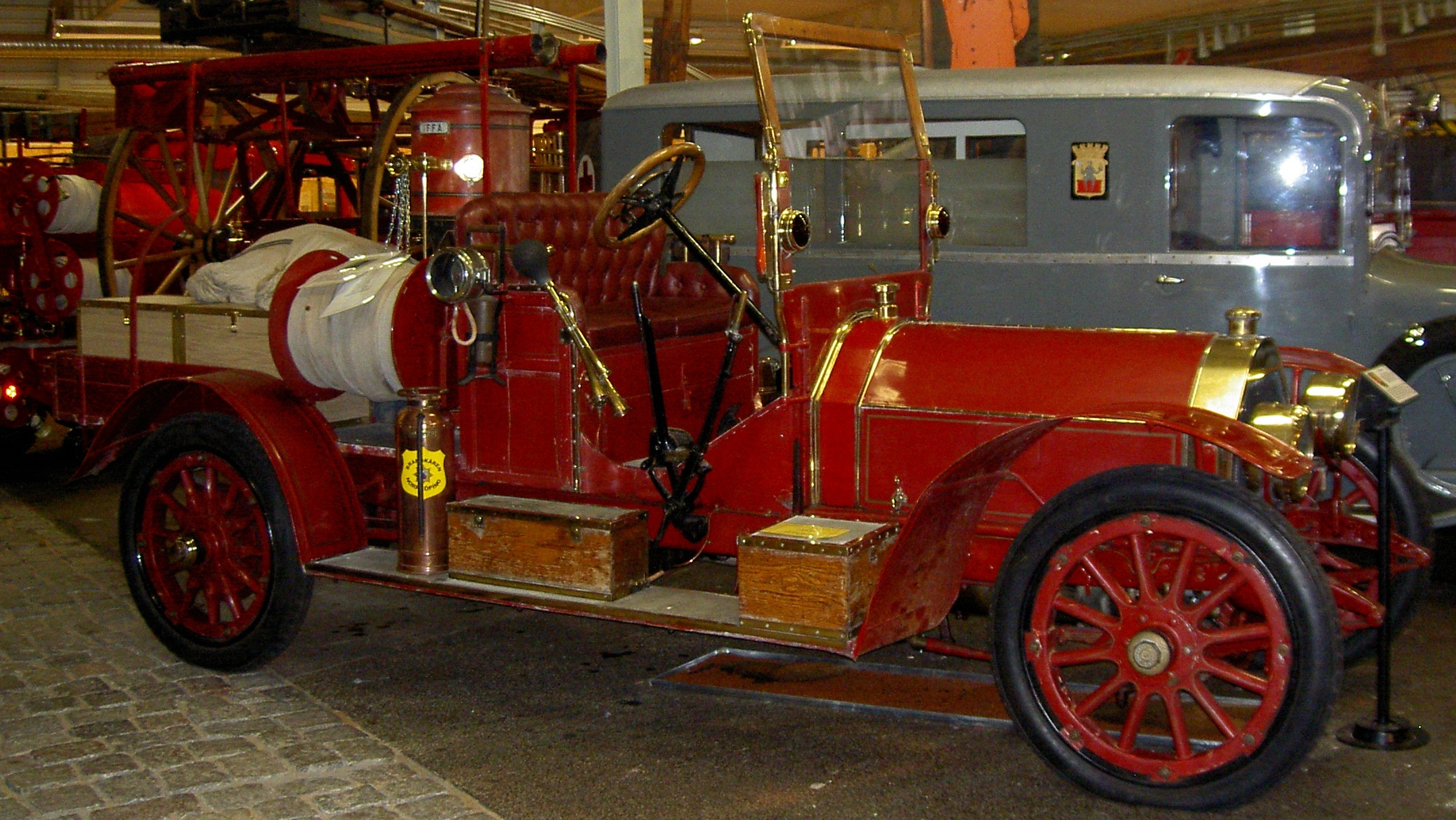
1906 E212 BMR171 Dürkopp
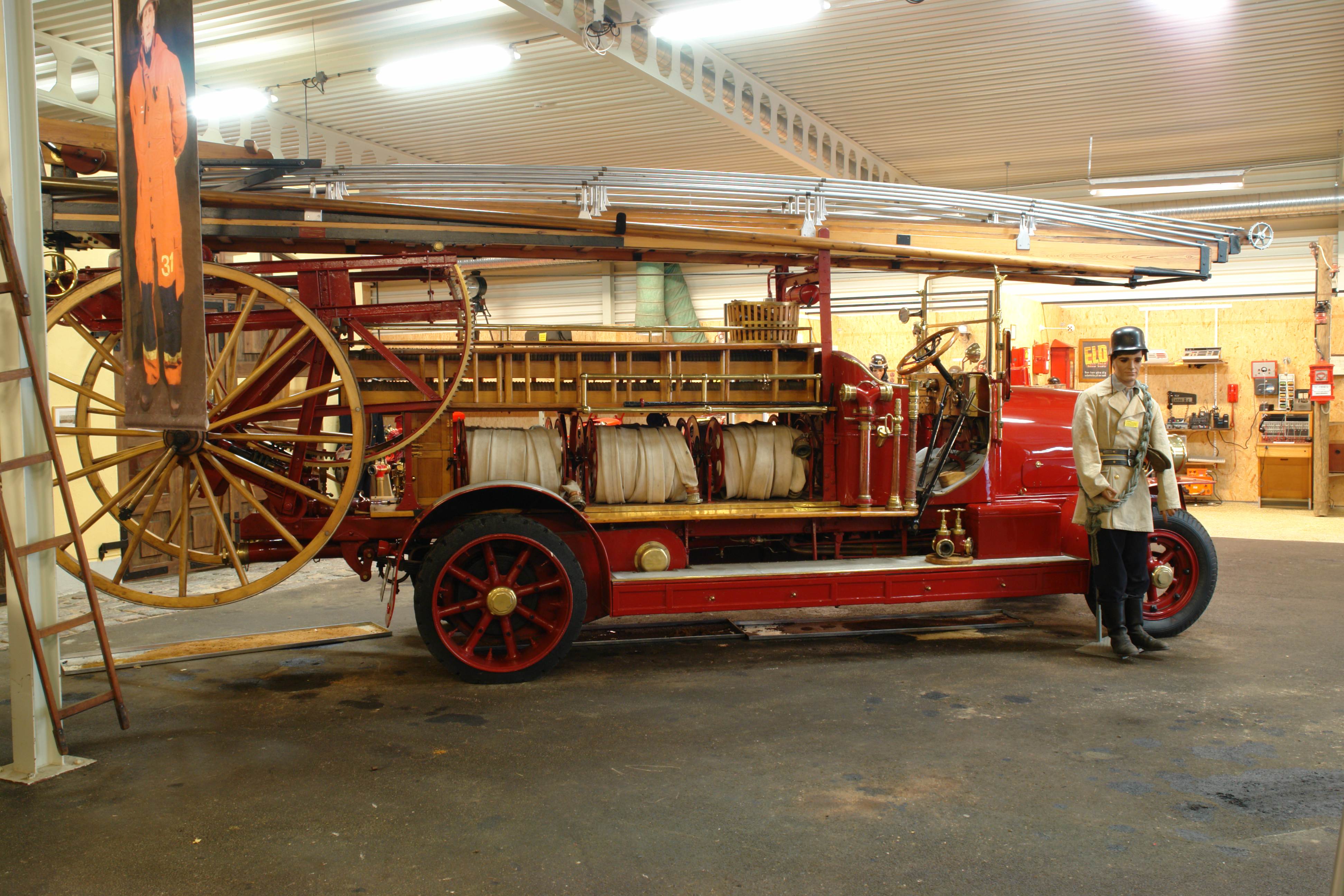
1915 E211 HJD262 Scania 540
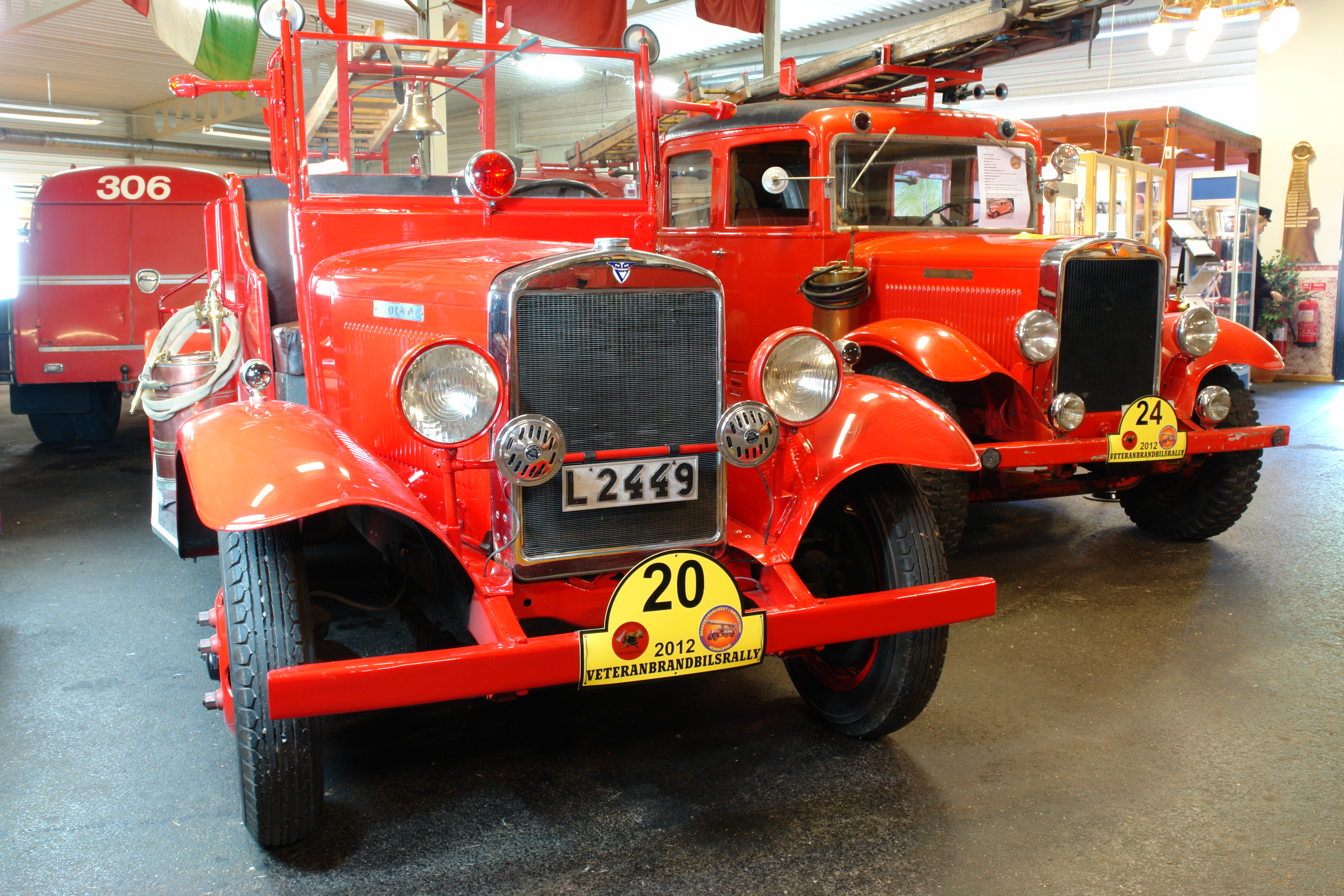
1934 L2449 Volvo
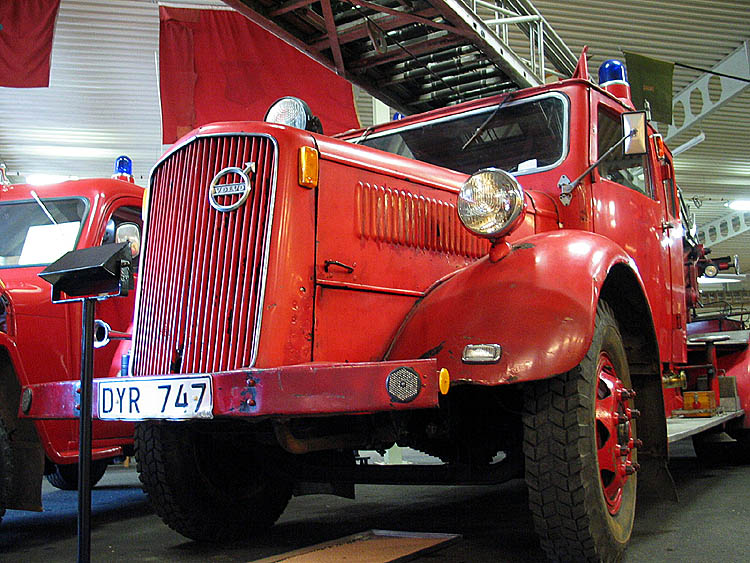
1934 L2449 Volvo
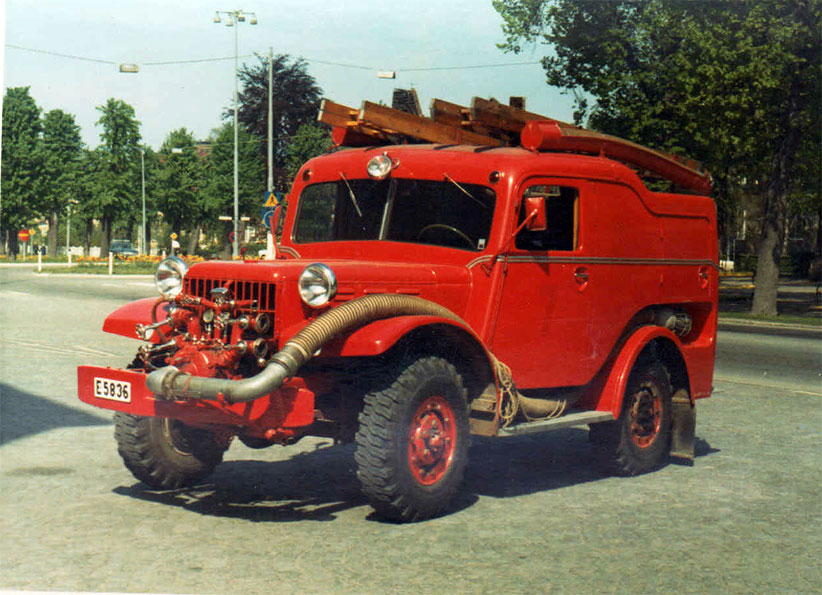
1951 E5836 Dodge Jeep
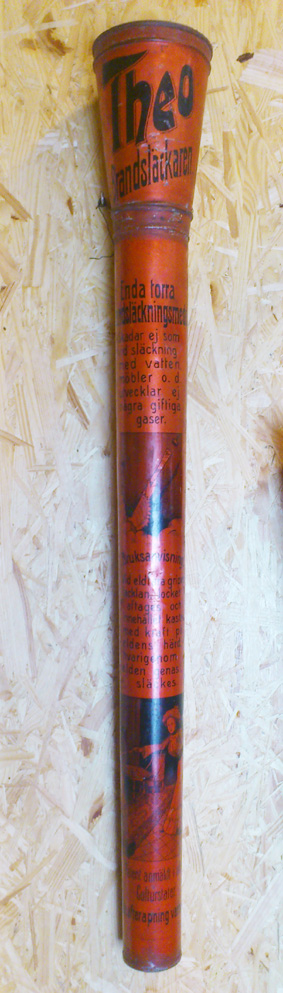
Kastsläckare
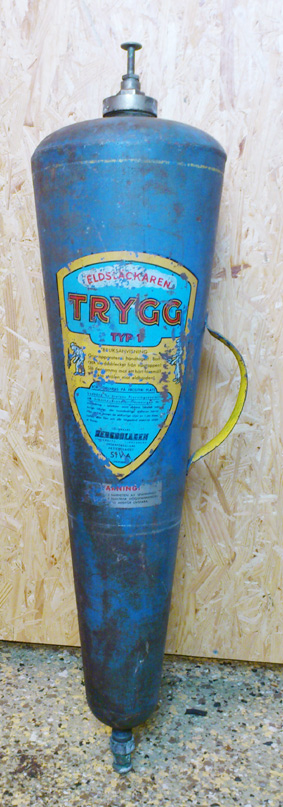
Brandsläckare